# Петрашівська сільська рада (Ямпільський район)
| Петрашівська сільська рада — колишній орган місцевого самоврядування у Ямпільському районі Вінницької області з адміністративним центром у с. Петрашівка. Сільській раді підпорядковані населені пункти: - с. Петрашівка - с. Миронівка - с. Хмелівщина |

## Склад ради
Рада складається з 16 депутатів та голови.

## Керівний склад сільської ради
| ПІБ                            | Основні відомості                                                         | Дата обрання | Дата звільнення |
| ------------------------------ | ------------------------------------------------------------------------- | ------------ | --------------- |
| Бурдейний Микола Олександрович | Сільський голова, 1947 року народження, освіта, безпартійний              | 26.03.2006   | 31.10.2010      |
| Константинів Ігор Федорович    | Сільський голова, 1967 року народження, освіта вища, член Партії регіонів | 31.10.2010   |                 |

Примітка: таблиця складена за даними джерела

## Населення
Згідно з переписом УРСР 1989 року чисельність наявного населення села становила 1748 осіб, з яких 731 чоловік та 1017 жінок.
За переписом населення України 2001 року в селі мешкала 1451 особа.

### Мова
Розподіл населення за рідною мовою за даними перепису 2001 року:
| Мова       | Відсоток |
| ---------- | -------- |
| українська | 98,98 %  |
| російська  | 0,95 %   |
| білоруська | 0,07 %   |